# Cuerpo de Bomberos de Temuco
El Cuerpo de Bomberos de Temuco corresponde al Cuerpo de Bomberos de Chile que opera en la comuna homónima y en Padre Las Casas, en la Región de La Araucanía, Chile. Fue fundado el 18 de febrero de 1899.
Actualmente está conformado por 13 Compañías y una Brigada.

## Historia
El 18 de febrero de 1899 se da como inicio a la conformación de una “Organización Contra Incendios”, debido a la preocupación de la carencia de un cuerpo bomberil disponible en la creciente ciudad del Sur de Chile, En la conformación de la organización participaron un grupo de vecinos que junto con el Alcalde de Temuco de ese entonces, Pedro Lagos Soto, se comprometieron a consolidar en un corto plazo la formación de Compañías de Bomberos. Pasaron varios meses, hasta que el día 5 de septiembre de 1900, ante el Notario Público de la ciudad, Eduardo Muñoz, se presentaron los vecinos temuquenses Santiago Carberry como Presidente de la Organización contra Incendios, y Teófilo Duran como Secretario, acompañados de aproximadamente 35 integrantes de las dos recientes formadas Compañías de dicha Organización, las cuales, el 1 de junio de 1900 se habían reunido formalmente ante lo cual existía la solicitud de reducir a Escritura Pública el Acta correspondiente que le diera para proceder en constituir formalmente al Cuerpo de Bomberos de Temuco.
La Primera Compañía llamada inicialmente “Hachas, Ganchos y Escalas”, se fundó casi un mes después, el 22 de julio de 1900 y la Segunda Compañía, conocida como “Salvadores y Guardias de Propiedad”, fue fundada un día después, el 23 de julio de 1900. La Tercera Compañía de Bomberos, se unió al Cuerpo de Bomberos, la Compañía Alemana de Bomberos, la cual había sido fundada de manera autónoma por colonos alemanes de la ciudad y sus descendientes el 25 de junio de 1899.
El 28 de julio de 1900, se formó la primera directiva del Cuerpo de Bomberos de Temuco, quedando como Comandante el voluntario de la Segunda Compañía Santiago Carberry y como Secretario General el voluntario de la Primera Compañía Teófilo Durán.

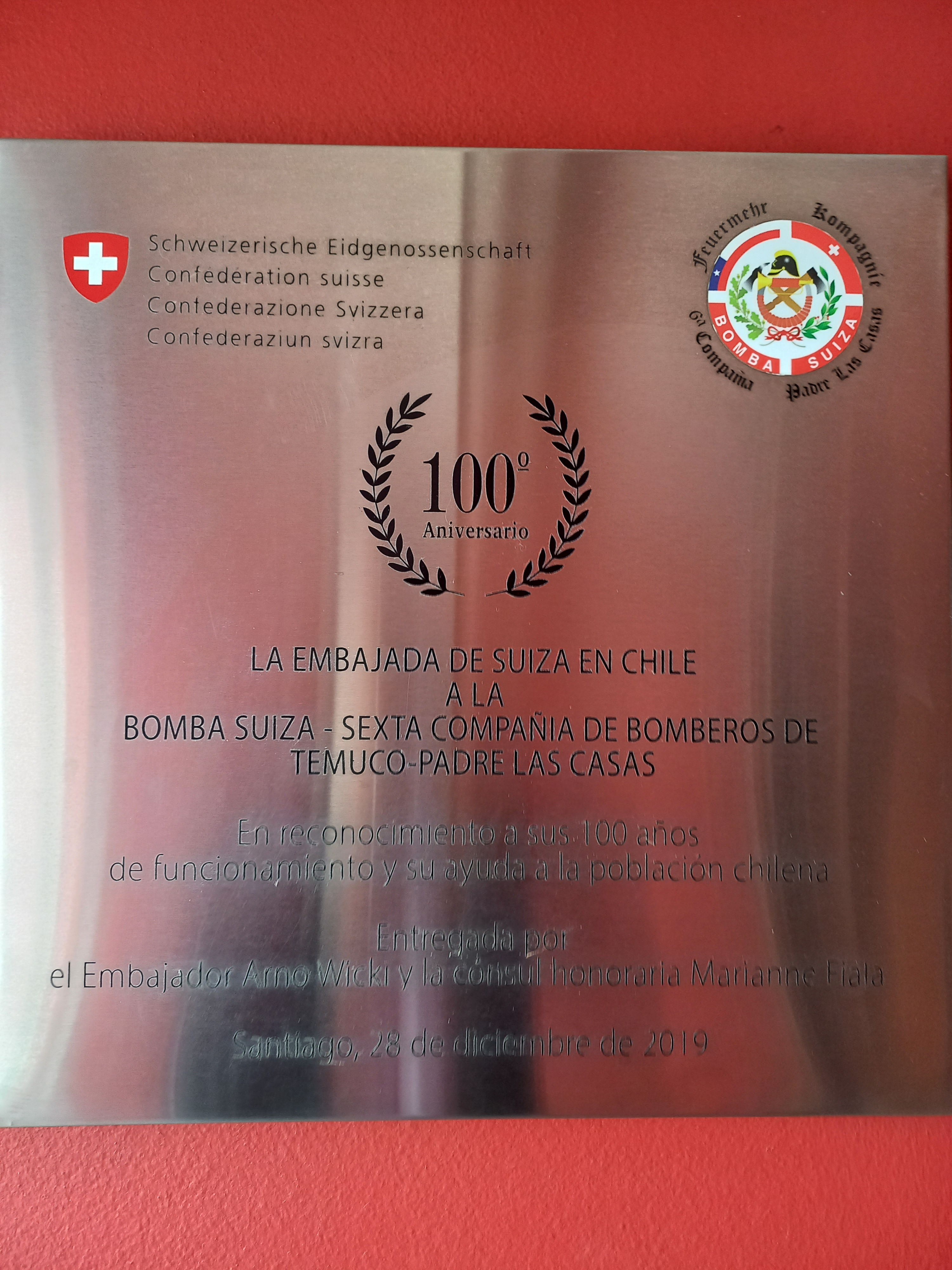
Placa conmemorativa de la Embajada suiza a la Sexta Compañía "Bomba Suiza" del Cuerpo de Bomberos de Temuco en su 100° aniversario.

El Art. 1, de los Estatutos escritos ante notario indicaba que “Los individuos que en Temuco presten voluntariamente sus servicios para la extinción de incendios i la protección de vidas i propiedades contra los riesgos de los mismos, se constituyen en una asociación que se denominará “Cuerpo de Bomberos de Temuco” ".

## Oficialidad general
La oficialidad del Cuerpo de Bomberos de Temuco para el período 2023-2024 está constituida por:

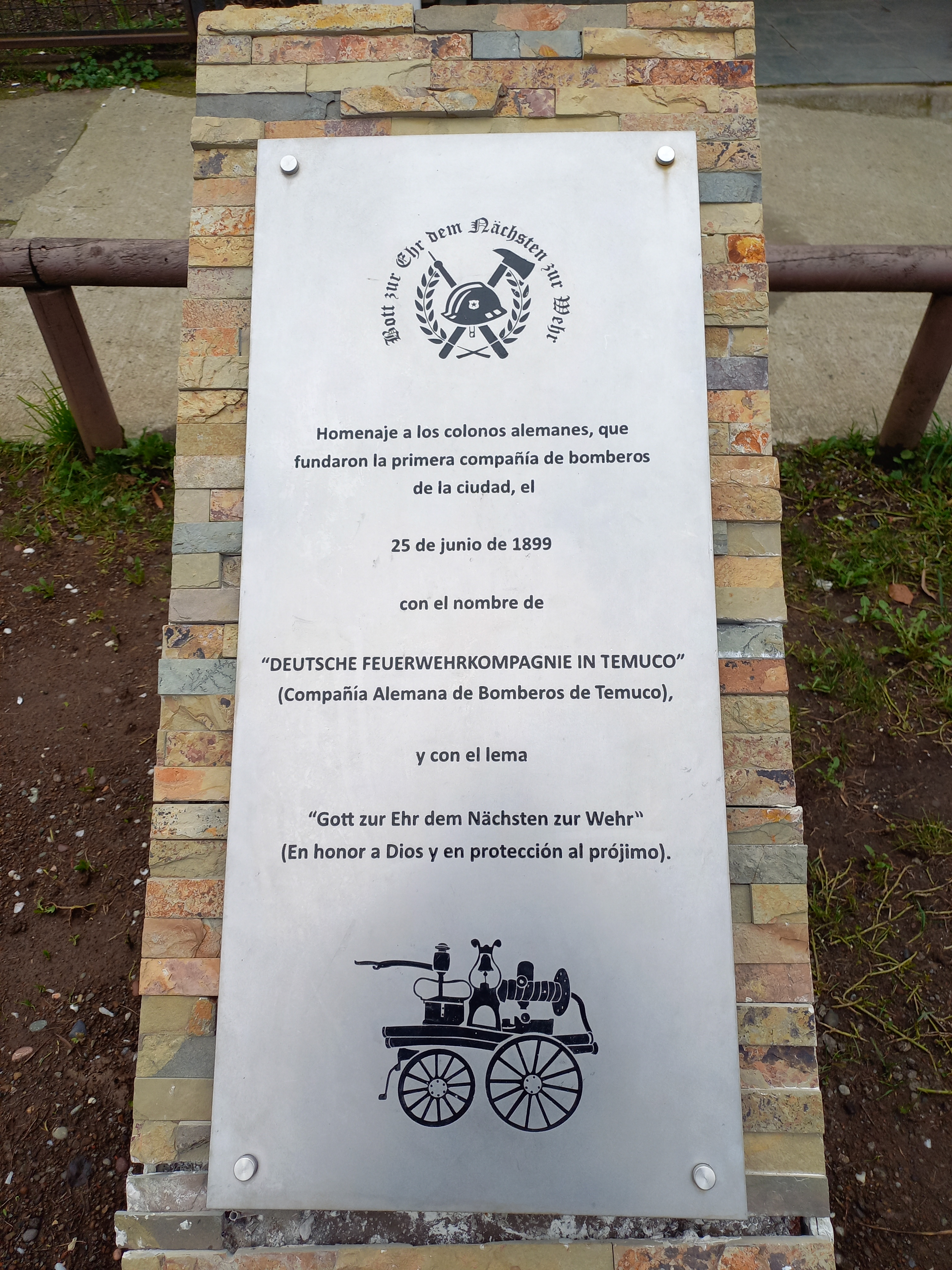
Placa conmemorativa Bomba Germania en homenaje a los fundadores de la Primera Compañía de Bomberos de la ciudad.

| Cargo                  | Nombre                              |
| ---------------------- | ----------------------------------- |
| Superintendente        | Alfredo Lassalle Calfunao (5.ª Cía) |
| Vicesuperintendente    | Armin Llanos López (3.ª Cía)        |
| Comandante             | Claudio Fuentes Pacheco (4.ª Cía)   |
| Segundo Comandante     | Mowgli Arroyo Celedón (5.ª Cía)     |
| Tercer Comandante      | Claudio Shinya Durán (3.ª Cía)      |
| Cuarto Comandante      | Carlos Ramírez Leal (2.ª Cía)       |
| Secretario general     | Enoc Vidal Saravia (5.ª Cía)        |
| Tesorero general       | Carlos Beltrán Quezada (2.ª Cía)    |
| Pro Secretaria general | Laura Del Valle Del Valle (1.ª Cía) |
| Pro Tesorero general   | Felipe Véliz Rebolledo (2.ª Cía)    |

## Compañías
El Cuerpo de Bomberos de Temuco está conformado por las siguientes compañías:
| Compañía                                               | Fundación                          | Especialidad                                                              | Cuartel                                    |
| ------------------------------------------------------ | ---------------------------------- | ------------------------------------------------------------------------- | ------------------------------------------ |
| Primera Compañía                                       | 22 de julio de 1900 (124 años)     | - Extinción de incendios Estructurales - Zapadores - Rescate en altura    | O’ Higgins #962 Temuco                     |
| Segunda Compañía                                       | 23 de julio de 1900 (124 años)     | - Extinción de incendios Estructurales - HAZMAT                           | Manuel Bulnes #135 Temuco                  |
| Tercera Compañía "Bomba Germania"                      | 25 de junio de 1899 (125 años)     | - Extinción de incendios Estructurales - Rescate vehicular                | Prieto norte #450 Temuco                   |
| Cuarta Compañía "Bomba España"                         | 16 de octubre de 1908 (116 años)   | - Extinción de incendios Estructurales - Rescate Sub Acuático ( GERSA )   | Francisco Salaza #790 Temuco               |
| Quinta Compañía "Bomba Cautín"                         | 26 de enero de 1913 (112 años)     | - Extinción de incendios Estructurales - Rescate vehicular                | Orella #470 Temuco                         |
| Sexta Compañía "Bomba Suiza"                           | 28 de diciembre de 1919 (105 años) | - Extinción de incendios Estructurales                                    | Eusebio Lillo #150 Padre Las Casas         |
| Séptima Compañía                                       | 6 de noviembre de 1970 (54 años)   | - Extinción de incendios Estructurales                                    | San Martin#1635 Temuco                     |
| Octava Compañía                                        | 3 de febrero de 1982 (43 años)     | - Extinción de incendios Estructurales - Atención Pre hospitalaria        | Colima #800 Temuco                         |
| Novena Compañía "Bomba Quepe"                          | 27 de noviembre de 1988 (36 años)  | - Extinción de incendios Estructurales                                    | F21 de mayo #59 Quepe, Freire              |
| Décima Compañía "Labranza"                             | 14 de julio de 1997 (27 años)      | - Extinción de incendios Estructurales                                    | Calle 5 Oriente S/N Labranza, Temuco       |
| Undécima Compañía                                      | 18 de diciembre de 2013 (11 años)  | - Extinción de incendios Estructuraless                                   | Gabriela Mistra #121 Cajón, Vilcún         |
| Duodécima Compañía "Fundo el Carmen"                   | 8 de octubre de 2016 (8 años)      | - Extinción de incendios Estructurales                                    | Los Creadores #495 Fundo El Carmen, Temuco |
| Decimotercera Compañía Brigada Forestal "Cerro Ñielol" | 29 de diciembre de 1998 (26 años)  | - Abastecimiento de Agua - Extinción de incendios de Interface y Forestal | Almirante Lynch #143 Temuco                |
| "Brigada Metrenco"                                     | 27 de junio de 1994 (30 años)      | - Extinción de incendios Estructurales                                    | Ruta 5 Sur, km 683,5 Padre Las Casas       |